# Kamieniec Ząbkowicki
Kamieniec Zabkowicki (en allemand : Kamenz) est une ville du powiat de Ząbkowice Śląskie, dans la voïvodie de Basse-Silésie, en Pologne. Elle est surtout connu pour son ancienne abbaye cistercienne et le château de Kamenz, de style néogothique, construit selon les plans de Karl Friedrich Schinkel.

## Géographie
La ville se situe au bord de la Budzówka, affluent de la Neisse de Glatz, au pied des Sudètes dans la région historique de Basse-Silésie. Elle se trouve à sept kilomètres au sud-est de Ząbkowice Śląskie et à environ 65 kilomètres au sud de la capitale régionale de Wrocław.

## Histoire
Kamieniec Ząbkowicki est une des plus vieilles localités de Basse-Silésie. Le chanoine Cosmas de Prague la mentionne déjà dans sa chronique de 1096, en parlant de la construction du château de Kamenz par le duc Bretislav II de Bohême durant le conflit frontalier avec le royaume de Pologne. 
À partir de 1138, le domaine appartenait au duché de Silésie. Vers l'an 1200, la cité a de nouveaux maîtres, une famille aristocratique, les Pogorzela (Pogarell). En 1210, des chanoines réguliers de saint Augustin y installent un couvent, prédécesseur de l'abbaye cistercienne fondée en 1247. En 1278, la région passe au duché de Świdnica.
Le village se développe rapidement jusqu’au début des guerres hussites dans la première moitié du XVe siècle (1425-1428). Des incendies détruisent une grande partie de l’abbaye. Deux siècles plus tard (1618-1648), la cité reconstruite est de nouveau détruite pendant la Guerre de Trente Ans.
À partir de l’année 1681 jusque 1732, tous les bâtiments de l’abbaye sont reconstruits par les Augustins. Kamenz se développe rapidement, et vers 1784 le village compte 988 habitants. De 1815 à 1945, Kamenz fait partie de l'arrondissement de Frankenstein-en-Silésie dans le district de Breslau au sein de la province de Silésie.
En 1810, a lieu la sécularisation de l'abbaye et l’église des Augustins devient église paroissiale catholique. Deux ans plus tard, la princesse Sophie-Wilhelmine de Prusse, épouse du prince de Nassau, futur roi Guillaume Ier des Pays-Bas et sœur du roi Frédéric-Guillaume III de Prusse achète les anciens biens de l’abbaye sécularisés par la Couronne. En 1817, un grand incendie détruit l’église et l'ancienne abbaye. La famille royale finance la reconstruction des bâtiments détruits, pendant les cinq années suivantes. L’église est totalement transformée.
La princesse Marianne d'Orange-Nassau, fille du roi et de la reine des Pays-Bas, reçoit en dot en 1830 à son mariage avec le prince Albert de Prusse tous les biens de Kamenz, dont l’église et l’ancien couvent des augustins, desservi désormais par les cisterciens. Parce qu’une grande partie des bâtiments de l'abbaye sont en ruines, la princesse Marianne et son mari décident de faire construire un château néogothique, situé sur un rocher le surplombant. Le château est construit par le célèbre architecte allemand, Karl Friedrich Schinkel. Après le divorce du couple princier en 1849, le château et la localité ont un nouveau maître, le prince Albert, fils aîné de Marianne et Albert de Prusse.
Kamenz est relié en 1875 à la Bohême par une ligne de chemin de fer (Breslau-Kamenz-Prague). Grâce à la construction  de la ligne Legnica-Kamenz-Nysa (en allemand Neisse), un an plus tard, Kamenz commence à jouer un rôle très important dans le transport national et international.
Après la mort du prince Albert en 1906, le palais et les autres biens passent aux mains de son fils aîné Frédéric-Henri de Prusse (1874-1940), dernier propriétaire de cette branche cadette des Hohenzollern. Les trente années suivantes sont, sans doute, les années les plus florissantes pour le village qui en 1939 compte déjà 2510 habitants. En 1940, le propriétaire meurt sans laisser d’héritiers.
Pendant la Seconde Guerre mondiale (1939-1945), le palais est occupé par des soldats allemands qui le transforment en orphelinat pour enfants handicapés, qu’ils exterminent en leur injectant des poisons. 
Après la capitulation de l’Allemagne, Kamenz devient un village polonais et reçoit le nom de  Kamieniec Ząbkowicki. Les Allemands sont presque tous expulsés et sont remplacés par des Polonais chassés des territoires de l'Est (devenus territoires ukrainiens) annexés par l’URSS. 
En juillet 1997, une grande partie du village est inondée par les eaux des deux rivières traversant Kamieniec Ząbkowicki, la Neisse de Kłodzko et la Budzówka.
Aujourd’hui, Kamieniec Ząbkowicki est l'un des centres touristiques les plus importants de Basse-Silésie, grâce à son château néogothique et à son église, la plus grande de la voïvodie. 
En 2006 la commune de Kamieniec Ząbkowicki comptait 8860 habitants et 12 localités :
- Byczeń
- Chałupki
- Doboszowice
- Mrokocim
- Ożary
- Pomianów Górny
- Sosnowa
- Sławęcin
- Starczów
- Suszka
- Śrem
- Topola

## Monuments
Pendant des siècles, Kamieniec Ząbkowicki a subi des influences étrangères (polonaises, tchèques, et allemandes). Son architecture a hérité de toutes ces influences. Ses monuments les plus célèbres sont :
- l'église catholique des cisterciens de l’Assomption (Kościół pod wezwaniem Wniebowzięcia Najświętszej Marii Panny) ;
- l'église évangélique-luthérienne ;
- le château gothique.

### Église catholique des cisterciens de l’Assomption

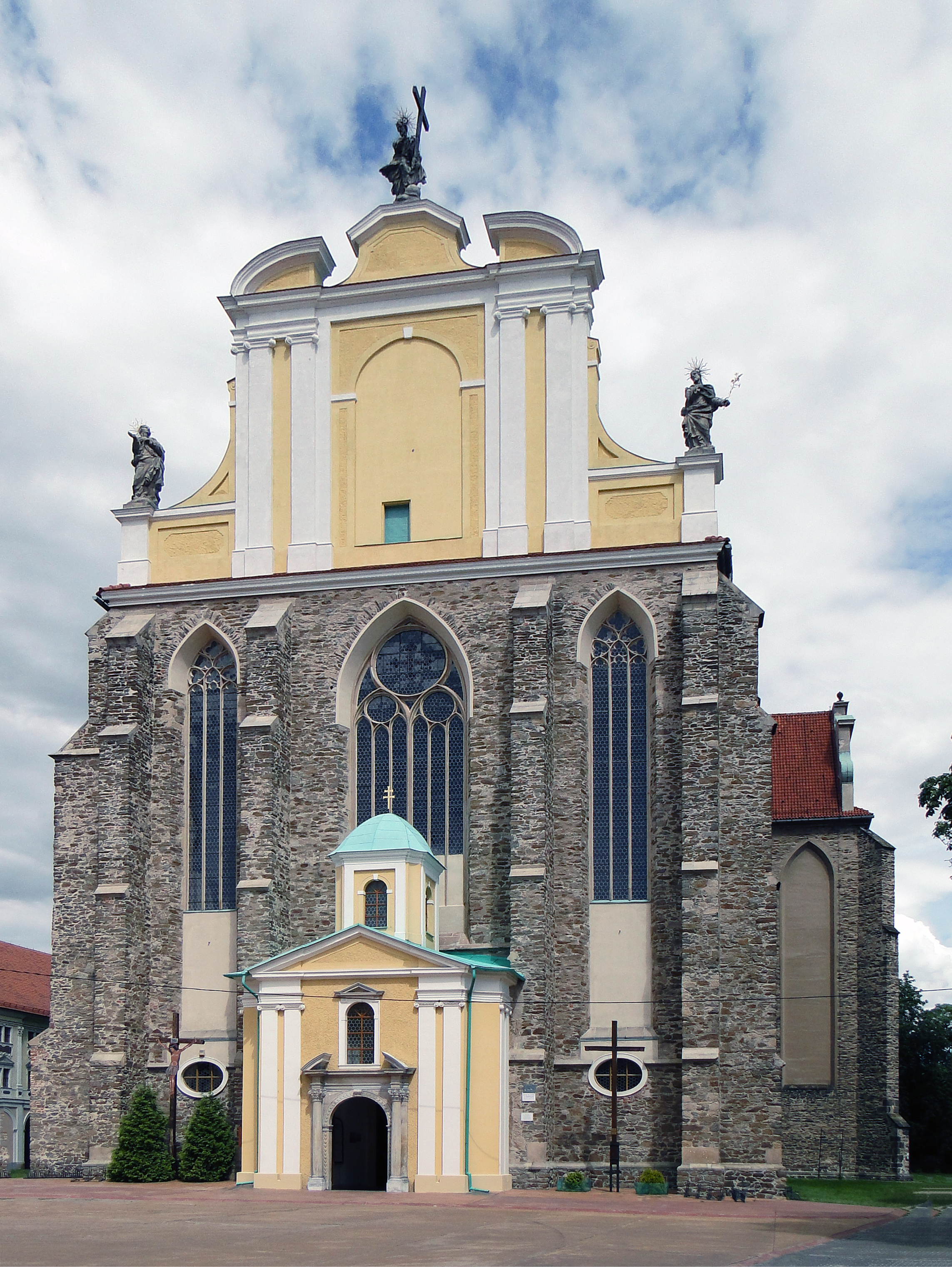
Église catholique des cisterciens de l’Assomption

C’est une des églises les plus grandes et les plus anciennes de Silésie. Elle a été construite  vers 1350 par Pierre de Ząbkowice Śląskie. Détruite pendant la période des guerres hussites (1425-1428), elle a été reconstruite en gardant le style gothique. Dans la première moitié du XVIIe siècle, l’église a été rénovée sur commande de l’abbé Augustin Neudeck, et a été transformée en style baroque. Les fameuses sculptures en bois ont été réalisées par trois artistes  allemands : Christophe Königer, Thomas Weissfeld et Anton Jörg. La plupart des tableaux gigantesques, de 6 m2 chacun, ont été composés par M. Willmann. Dévastée durant la Seconde Guerre mondiale par les troupes soviétiques, l’église a été rénovée et reste toujours une des attractions architecturales les plus visitées de Silésie.

### Église évangélique
La religion évangélique est arrivée à Kamieniec Ząbkowicki  avec les nouveaux propriétaires des environs, la princesse de Prusse, née princesse Marianne d'Orange-Nassau et son mari le prince Albert de Prusse. Vers 1882 l’architecte Ferdynand Martius a commencé la construction de l’église en style néogothique. Les travaux ont été terminés trois ans plus tard et l’église a été mise à la disposition des habitants. Après la Seconde Guerre mondiale, l’édifice, communément appelé par les habitants, église rouge, n’a plus conservé de fonction liturgique et est actuellement une salle de concerts et d'expositions historiques et artistiques.

### Château néogothique
Le château néogothique de Kamieniec Ząbkowicki (Kamenz) est une des attractions architecturales les plus visitées de Silésie. Sa construction date d'environ 1838. La princesse Marianne d'Orange-Nassau, fille du roi des Pays-Bas et nièce du roi de Prusse, est propriétaire de Kamenz. Elle commande la construction de sa résidence à deux architectes allemands : Karl Friedrich Schinkel et Ferdynand Martius. Le premier, auteur du projet, meurt en 1841 et Martius continue seul la construction du château pendant vingt-quatre. Le château a une forme rectangulaire, à quatre tours cylindriques aux angles. C’est une combinaison d’éléments d’architecture gothique avec le caractère pittoresque du romantisme et de vastes jardins de style Renaissance italienne. Ces derniers ont été arrangés par l’architecte de jardin Peter Joseph Lenné, intendant et administrateur des jardins de la famille royale de Prusse. Ils se composent de six fontaines, deux basins  et quatre terrasses, avec jardin d'hiver, décorées de sculptures, de bancs de pierre et de balustrades de marbre. Après l’incendie de 1945 par les troupes soviétiques, le château a été régulièrement dévasté et tous les biens ont été volés. Au début des années 1990, un propriétaire privé a racheté le palais en ruines, et jusqu'à aujourd’hui, essaie de restaurer son apparence d'origine.

## Vie culturelle
La section de la commune chargée de la culture (GOK- Gminne Centrum Kultury) organise chaque année de multiples  expositions, concerts, festivals et compétitions sportives. La fête la plus célèbre est appelée Dni Kamieńca (Les journées de Kamieniec) et elle a lieu le premier week-end du mois de mai et dure 3 jours. Le parc de Błonie, situé dans le centre du village, se transforme à cette occasion en grande scène sur laquelle se déroulent des spectacles des artistes de la commune, et d’autres, plus célèbres, de toute la Pologne.

## Tourisme
Kamieniec Ząbkowicki est un village typiquement touristique, car l’industrie y est très peu développée. 
Un grand nombre de plans d’eau, 126 ha de forêts et de multiples monuments attirent les touristes de toute la Pologne et des pays voisins, d‘Allemagne et de République  Tchèque. Kamieniec Ząbkowicki constitue aussi un des éléments les plus importants de la Route des  Cisterciens (Szlak Cystersów) qui fait partie du programme européen des Itinéraires Culturels. Le climat doux favorise l’implantation de nombreuses cliniques privées, où l'on traite les maladies des poumons. 

## Personnalités liées à la ville
- Friedrich Bernhard Werner (1690–1776), dessinateur, graveur et chroniqueur ;
- Frédéric-Guillaume (1880–1925), prince de Prusse, homme politique.